# Niepewność rozszerzona pomiaru
Niepewność rozszerzona pomiaru – miara niepewności określająca przedział wokół wyniku pomiaru, który obejmuje dużą część rozkładu wartości, które w uzasadniony sposób (z określonym prawdopodobieństwem) można przypisać mierzonej wielkości.
Niepewność rozszerzoną {\displaystyle U_{p}} otrzymujemy przez pomnożenie złożonej niepewności standardowej pomiaru {\displaystyle u_{c}(y)} przez współczynnik rozszerzenia {\displaystyle k_{p}} zależny od przyjętego poziomu ufności oraz charakteru rozkładu prawdopodobieństwa wyników pomiarów wielkości {\displaystyle y{:}}
{\displaystyle U_{p}=k_{p}\cdot u_{c}(y).}
W tym wzorze indeks {\displaystyle p} oznacza poziom ufności, czyli prawdopodobieństwo takiego zdarzenia, że wartość mierzonej wielkości zawiera się w przedziale {\displaystyle y-U_{c}} do {\displaystyle y+U_{c}.}

## Wybór współczynnika rozszerzenia
Najczęściej współczynnik rozszerzenia zawiera się w granicach od 2 do 3.
Idealnie byłoby móc wybrać wartość współczynnika rozszerzenia {\displaystyle k,} która wyznaczałaby przedział:
{\displaystyle Y=y\pm U=y\pm k\cdot u_{c}(y)}
odpowiadający ściśle określonemu poziomowi ufności {\displaystyle p,} takiemu jak 95% lub 99%.
Czyli dla danej wartości {\displaystyle k} chciałoby się jednoznacznie ustalić poziom ufności powiązany z tym przedziałem. Jest to trudne do wykonania w praktyce, ponieważ wymaga to szczegółowej wiedzy o rozkładzie prawdopodobieństwa wyniku pomiaru {\displaystyle y} i jego niepewności standardowej złożonej {\displaystyle u_{c}(y).} Parametry te nie wystarczają jednak do ustalenia przedziałów mających dokładnie znane poziomy ufności.
Jeśli można przyjąć, że rozkład prawdopodobieństwa charakteryzowany przez {\displaystyle y} i {\displaystyle u_{c}(y)} jest w przybliżeniu normalny, a wypadkowa liczba stopni swobody {\displaystyle u_{c}(y)} jest duża, co często występuje w praktyce, można wtedy przyjąć, że dla {\displaystyle k=2} powstaje przedział ufności w przybliżeniu równy 95%, zaś dla {\displaystyle k=3} – 99%.

## Rozwiązanie praktyczne
Dla rozkładu normalnego błędów pomiaru {\displaystyle k_{p}=2} oznacza poziom ufności około 95%, a dla {\displaystyle k_{p}=3} oznacza poziom ufności ponad 99%. Metodykę wyznaczania współczynnika rozszerzenia dla najczęściej spotykanego w praktyce przypadku rozkładu będącego splotem rozkładu normalnego i prostokątnego podaje Paweł Fotowicz.
Niepewność rozszerzona została stworzona dla potrzeb zastosowań przemysłowych i handlowych. Tworzy ona pewien margines bezpieczeństwa wymaganego w powyższych dziedzinach i dla ochrony życia i zdrowia.
Wynik pomiaru zamieszczany w świadectwie wzorcowania podaje się właśnie razem z oszacowaną niepewnością rozszerzoną tegoż pomiaru i współczynnikiem rozszerzenia.